# ISO 3166-2:PT
ISO 3166-2:PT — стандарт Міжнародної організації зі стандартизації, для позначення геокодів. Складова стандарту ISO 3166-2, що належать Португалії. Стандарт охоплює 18 округів та 2 автономні регіони. Кожний геокод складається з двох частин, що записується через дефіс: PT — коду alpha-2 за стандартом ISO 3166-1 для Португалії та додаткового коду з двозначним числом.

## Коди
Адміністративні одиниці внесені до стандарту ISO 3166-2 й опубліковані ISO 3166 Maintenance Agency (ISO 3166/MA).
| Код   | Назва            | Тип               |
| ----- | ---------------- | ----------------- |
| PT-01 | Авейру           | округ             |
| PT-02 | Бежа             | округ             |
| PT-03 | Брага            | округ             |
| PT-04 | Браганса         | округ             |
| PT-05 | Каштелу-Бранку   | округ             |
| PT-06 | Коїмбра          | округ             |
| PT-07 | Евора            | округ             |
| PT-08 | Фару             | округ             |
| PT-09 | Гуарда           | округ             |
| PT-10 | Лейрія           | округ             |
| PT-11 | Лісабон          | округ             |
| PT-12 | Порталегре       | округ             |
| PT-13 | Порту            | округ             |
| PT-14 | Сантарен         | округ             |
| PT-15 | Сетубал          | округ             |
| PT-16 | Віана-ду-Каштелу | округ             |
| PT-17 | Віла-Реал        | округ             |
| PT-18 | Візеу            | округ             |
| PT-20 | Азори            | автономний регіон |
| PT-30 | Мадейра          | автономний регіон |